# La torre del piacere
La Torre di Nesle (oppure La Torre del Piacere) (La Tour de Nesle) è un film drammatico e storico del 1955, diretto da Abel Gance che si basa sull'opera teatrale omonima di Alexandre Dumas che, a sua volta, si ispira a fatti realmente accaduti alla corte di Francia del XIV secolo e più precisamente della tresca amorosa della regina Margherita di Borgogna, di sua cognata Giovanna II di Borgogna, della sorella di lei Bianca di Borgogna e dei loro amanti i cavalieri normanni Philippe d'Aunay e Gauthier d'Aunay. Furono tutti processati e ritenuti colpevoli di adulterio, tradimento e lesa maestà, ma alle donne fu risparmiata la vita, mentre i due uomini furono uccisi e condannati ad una morte orrenda (prima evirati, poi torturati, scorticati vivi e infine decapitati con i cadaveri poi appesi per le ascelle a severo monito).

## Trama
Nella Parigi del 1314 avvengono numerosi e curiosi fatti di sangue; nella Senna vengono continuamente ripescati i cadaveri di giovani gentiluomini.
Durante il coprifuoco in una taverna malfamata un giovane cavaliere di ritorno dalle Fiandre viene adescato da un'avvenente locandiera; presto i malviventi presenti provocano il ragazzo insultandogli il fratello Philipp che, a detta delle malelingue, è il favorito della regina. Allora il giovane, di nome Gauthier, si lancia in un cruento combattimento e sulle prime pare in difficoltà quando irrompe sulla scena l'avventuriero Durlindano che, eccitato dallo scontro, non si fa pregare due volte e prontamente presta soccorso al cavaliere. A scontro terminato i due uomini fanno amicizia e scoprono di essere stati entrambi adescati dalle stessa locandiera che gli ha indirizzati alla stessa donna con le medesime istruzioni.
Giunta mezzanotte i due raggiungono bendati la riva di un fiume dove un gruppo di banditi (gli stessi incrociati nella locanda) li traghetta alla misteriosa torre di Nestle dove qui giovani uomini possono vivere una calda notte di piacere in compagnia di giovani donne misteriose, l'unica cosa che non sanno e che questa sarà anche la loro ultima notte; infatti la bellissima e annoiata regina Margherita di Borgogna, moglie di Luigi X (detto l'attaccabrighe), cerca audaci diversivi e per non lasciare tracce compromettenti o testimoni scomodi, ordina l'uccisione immediata degli sventurati amanti che vengono assassinati e gettati giù dalla torre.
Gauthier, che sceglie la stanza dove si trova Margherita, rimane colpito dalla bellezza della donna e cerca di toglierle la maschera per vederla meglio in volto così da potersela ricordare e sognare ancora ma la donna, conscia del suo terribile segreto, si difende come può e il ragazzo, strattonandola di forza, la ferisce alla fronte lasciandole un evidente segno di riconoscimento. Allora la donna lancia l'allarme e i suoi complici giungono in suo aiuto e dopo una breve lotta riescono a uccidere Gauthier che, sfuggitogli poco prima e per un breve momento, era riuscito a scrivere una lettera che Durlindano (intrattenuto da Giovanna II di Borgogna in un'altra stanza) dovrà consegnare al fratello Philippe che in quei giorni si reca costantemente a corte per dipingere un ritratto della regina e intrattenersi con lei.
Aiutato dal fido Landry, Durlindano riesce a fuggire e il giorno dopo nasconde i documenti compromettenti sotto una lastra di una locanda vicina e poi, travestito da indovino, raggiunge il castello, informando i presenti che solo due cadaveri sono emersi dal fiume; quello di Hector de Chevreuse (un terzo gentiluomo intrattenuto da Bianca di Borgogna) e di Gauthier. A sentire ciò, Philippe impazzisce e cerca giustizia alla regina che in preda al panico cerca di avvicinarsi al misterioso indovino.
Durlindano quindi coglie subito l'occasione per ricattare la regina e le dice di volerla incontrare nottetempo nella locanda di Orsini (il covo dei complici della regina) per proporle un affare. Anticipato, Margherita si accorda con Orsini per uccidere Durlindano a segnale convenuto (lei dovrà rovesciare un calice di ferro per terra) così che il locandiere possa correre in suo aiuto.
Giunta l'ora i due si incontrano e Durlindano ricatta Margherita dicendole che se lei non lo nomina primo ministro in vece di Enguerrad de Marigny (che nel frattempo aveva scoperto tutto e che comunque aveva giurato di tacere, restando comunque un potenziale pericolo per la regina e le due complici), lui consegnerà la lettera di Gauthier a Philipp e farà in modo che anche il re (che nel frattempo è fuori Parigi perché intento a giocare a palla) ne venga informato. Margherita, per il momento, è costretta ad accettare.
Il giorno seguente Durlindano si reca al castello dove viene nominato primo ministro, ma viene subito arrestato con l'accusa di avere ucciso Gauthier; infatti la regina, con l'inganno, è riuscita a scoprire il contenuto del messaggio del cavaliere e inoltre ha convinto il fratello Philippe della colpevolezza di Durlindano. Scortato verso le segrete riesce a contattare la cameriera della locanda dove sono conservate altre lettere accusatorie e le dice che, nel caso venga giustiziato, lei dovrà consegnarle al sovrano che proprio il giorno dopo sfilerà in corteo per festeggiarne il ritorno.
Margherita, che deve assolutamente vendicarsi, convoca Orsini ancora una volta e, travestendolo da frate, lo conduce nelle segrete dove Durlindado è incatenato così che possa impartirli i conforti religiosi prima dell'imminente esecuzione (invece il sicario, munito di corda, dovrà strangolare l'avventuriero): entrati in cella, Margherita esita perché Durlindano le è famigliare.
Infatti egli altri non è che Jehan Buridan, già cavaliere del duca Roberto II di Borgogna padre di Margherita; i due in passato furono amanti e Jehan, incitato da Margherita, uccise il duca favorendone l'ascesa, tuttalpiù i due amanti ebbero due figli gemelli che Margherita si affrettò a sopprimere. Durlindano, dunque, riesce a riottenere l'incarico di primo ministro e una volta libero, si appropria delle lettere che la cameriera era riuscita a consegnare a Luigi X.
Tuttavia Philippe, deluso e ancora in cerca di vendetta cerca lo scontro con Durlindano e questi, che aveva escogitato un piano, gli chiede di nascondersi dietro una colonna e restare in ascolto, difatti di lì a poco, arriva Margherita e Durlindano, con il pretesto di riappacificarsi, le chiede di incontrarsi nella torre di Nesle per un incontro d'amore clandestino. Allora Philippe capisce che dietro tutte queste morti (compresa quella del fratello) c'è la mano della sua amata e accecato dall'ira e dalla vendetta si fa consegnare le chiavi della torre da Durlindano in modo da potersi trovare faccia a faccia con la regina e vendicare Gauthier.
Durlindano, poi, informa il re che finalmente i fatti di sangue avranno termine quella stessa notte perché nella famigerata torre il siniscalco reale potrà cogliere in flagrante i responsabili dei delitti e convince il sovrano che dovrà arrestare tutti coloro che le guardie troveranno, indipendentemente dal loro rango.
Ma qualcosa lo turba, infatti Margherita non gli ha detto cosa ne è stato dei bambini; si è limitata a dirgli che li aveva consegnati ad un uomo di fiducia che avrebbe dovuto ucciderli. Durlindano si ricorda di Lagny che lo aveva aiutato a fuggire dalla torre e fattolo convocare viene a scoprire che i bambini sopravvissero e che furono affidati ad un convento e per riconoscerli gli incise una croce sul braccio sinistro. Saputo ciò, Durlindano rabbrividisce perché durante la lotta alla locanda la notte dell'arrivo a Parigi di Gauthier, il ragazzo si era scoperto il braccio sinistro e gli aveva mostrato la cicatrice, con orrore Durlindano capisce che Philippe e Gauthier sono in realtà i suoi figli.
Si precipita di corsa verso la torre di Nesle nel disperato tentativo di salvare almeno Philippe, ma i sicari della regina lo hanno già ucciso e poco prima che arrivi il siniscalco del re con le guardie racconta la cruda verità a Margherita che impazzisce di dolore e di vergogna.
Ormai le guardie fanno irruzione ma Durlindano riesce a prendere un cavallo e fuggire nella notte con la morte nel cuore.

## Nota sulla versione francese
In una sequenza la Pampanini dovrebbe apparire a seno nudo, ma è evidente che si tratta di una controfigura.